# Glaser Grat
Der Glaser Grat ⓘ (rätoromanisch claus ‚Einfriedung‘, lateinisch clausum ‚eingeschlossen‘) ist ein Gipfel östlich von Safien und westlich von Thusis im Kanton Graubünden in der Schweiz mit einer Höhe von 2124 m ü. M. Er gehört zum Heinzenberggrat. Von der Heinzenbergseite zeigt er sich unscheinbar als Grashügel, von der Safientalseite ist er felsig und steiler. Durch die Nähe zum Skigebiet Tschappina Heinzenberg ist der Glaser Grat ein beliebter, einfach zu erreichender Skitourenberg.

## Lage und Umgebung
Der Glaser Grat gehört zum Heinzenberggrat, einer Untergruppe der Adula-Alpen. Er befindet sich vollständig auf Gemeindegebiet von Tschappina. Der Glaser Grat wird im Osten durch den Heinzenberg und im Westen durch das Safiental eingefasst.
Zu den Nachbargipfeln gehören der Lüschgrat, der Piz Beverin, das Verdushorn, das Carnusahorn, das Bruschghorn und der Piz Radun.
Talorte sind Safien, der Glaspass und Tschappina. Häufige Ausgangspunkte sind Ober Gmeind und Lüsch.

## Heinzenberger Gratwanderung

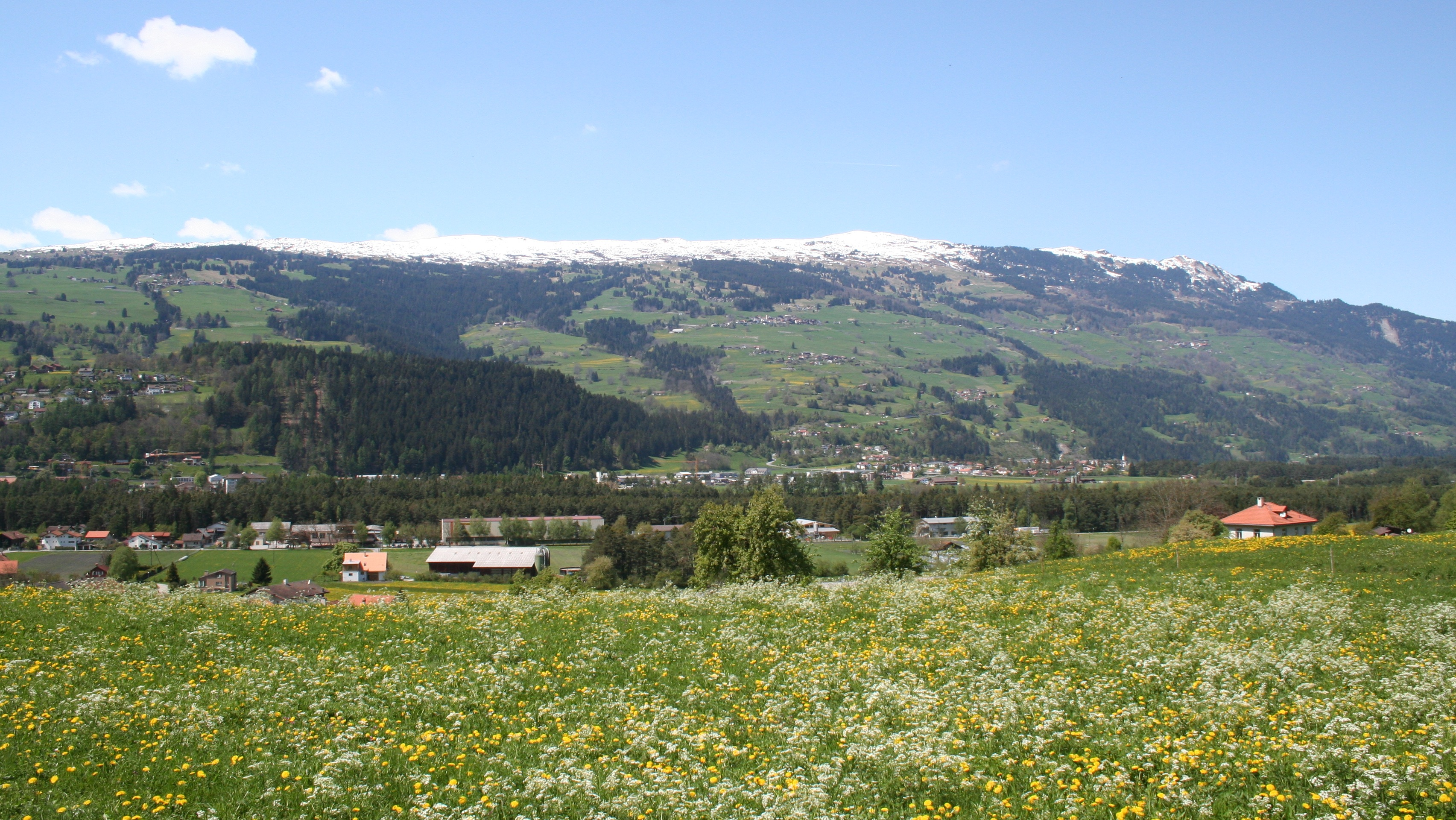
Heinzenberg

Die Heinzenberger Gratwanderung ist eine aussichts- und abwechslungsreiche Tageswanderung über den Heinzenberger Grat. Sie führt von Glaspass via Bischolpass, Tguma und Präzer Höhi nach Präz und bietet einen grossartigen Panoramarundblick ins Safiental, ins Domleschg, ins Albulatal und auf die umliegende Bergwelt.
- Ausgangspunkt: Glaspass (1831 m)
- Ziel: Präz (1184 m)
- Route: Glaspass - Glaser Grat (2124 m) - P.1989 - Lüschgrat (2178 m) - Bischolpass (1999 m) - Tguma (2163 m) - Präzer Höhi (2119 m) - Präz (1184 m)
- Schwierigkeit: T3, meist als Wanderweg weiss-rot-weiss markiert
- Dauer: 6 h

## Routen zum Gipfel

### Sommerrouten

#### Von Glas über den Südgrat
- Ausgangspunkt: Safien Platz (1296 m) oder Glaspass (1831 m)
- Schwierigkeit: T2, als Wanderweg weiss-rot-weiss markiert
- Zeitaufwand: 3 Stunden von Safien oder ¾ Stunden vom Glaspass

#### Von Ober Gmeind
- Ausgangspunkt: Obertschappina (1577 m) oder Ober Gmeind (1813 m)
- Via: P.1864 und dann über die Bruchalp zum Südgrat oder über P.1989 zum Nordgrat
- Schwierigkeit: T2, als Wanderweg weiss-rot-weiss markiert
- Zeitaufwand: 2 Stunden von Obertschappina oder 1¼ Stunden von Ober Gmeind

#### Über den Nordgrat
- Ausgangspunkt: Safien Neukirch (1292 m) oder Lüsch (1974 m)
- Via: Bischolpass, Lüsch, P.1989
- Schwierigkeit: T2, als Wanderweg weiss-rot-weiss markiert
- Zeitaufwand: 3½ Stunden von Safien Neukirch oder ¾ Stunden von Lüsch

### Winterrouten

#### Vom Skigebiet Tschappina Heinzenberg
- Ausgangspunkt: Bergstation Lüschgrat
- Route: P.1989, Nordgrat
- Schwierigkeit: WS-
- Zeitaufwand: ½ Stunden von P.1989

#### Vom Glaspass
- Ausgangspunkt: Glaspass (1831 m)
- Via: Südgrat
- Schwierigkeit: WS
- Zeitaufwand: ¾ Stunden